# AIK IF
L'AIK (Allmänna Idrottsklubben) est une équipe de hockey sur glace de Solna, Unité urbaine de Stockholm en Suède. L'équipe évolue en Allsvenskan. Il s'agit de la section hockey sur glace du club omnisports AIK.

## Historique
Le club a été créé en 1891 et le hockey sur glace y est joué depuis 1921. L'AIK a participé au championnat de première division pendant 66 saison, dont 25 depuis la création de l'Elitserien en 1975 (1975-1986, 1987-1993, 1994-2002), et a remporté à sept reprises le titre de champion de Suède, la dernière fois en 1984.
En 2003, l'équipe est reléguée en Allsvenskan et tombe même en Division 1 en 2005. Elle est promue la saison suivante au second échelon. Elle revient en Elitserien en 2010.

## Palmarès
- Vainqueur de l'Elitserien: 1934, 1935, 1938, 1946, 1947, 1982, 1984.
- Vainqueur de l'Allsvenskan: 1930, 1936, 1940, 1968, 1978, 1981.
- Vainqueur de la Division 1: 2005.
- Vainqueur de la Coupe Ahearne: 1977.

## Numéros retirés
- 1 - Leif Holmqvist
- 5 - Bert-Ola Nordlander
- 11 - Peter Gradin